# أدريانا إستيفيس
أدريانا إستيفيس (بالبرتغالية: Adriana Esteves‏) هي ممثلة برازيلية، ولدت في 15 ديسمبر 1969 بريو دي جانيرو في البرازيل.

## وصلات خارجية
- أدريانا إستيفيز على موقع IMDb (الإنجليزية)
- أدريانا إستيفيز على موقع ألو سيني (الفرنسية)
- أدريانا إستيفيز على موقع قاعدة بيانات الفيلم (الإنجليزية)
- أدريانا إستيفيز على موقع كينوبويسك (الروسية)